# The Sky's Gone Out
The Sky's Gone Out är det tredje studioalbumet från det brittiska gothrockbandet Bauhaus, släppt 1982 på Beggars Banquet Records. 
Sista låten Exquisite Corpse slutar med att trummisen Kevin Haskins läser några meningar ur Bertolt Brechts Baal, detta togs dock bort på den nyutgåva på CD som släpptes 2004.

## Låtlista
1. "Third Uncle" – 5:14 (Brian Eno)
2. "Silent Hedges" – 3:09
3. "In the Night" – 3:05
4. "Swing the Heartache" – 5:51
5. "Spirit" – 5:28
6. "The Three Shadows Part I" – 4:21
7. "The Three Shadows Part II" – 3:12
8. "The Three Shadows Part III" – 1:36
9. "All We Ever Wanted Was Everything" – 3:49
10. "Exquisite Corpse" – 5:39

### Bonusspår på CD-nyutgåva (2004)
1. "Ziggy Stardust" - 3:13 (David Bowie)
2. "Party of the First Part" - 5:27
3. "Spirit" [Single Version] - 3:45
4. "Watch That Grandad Go" - 5:40

## Medverkande
- Peter Murphy – sång, gitarr
- Daniel Ash – gitarr
- David J – bas
- Kevin Haskins – trummor. Congas i "Third Uncle".